# О'Ніл Томпсон
О'Ніл Ентоні Майкл Тайрон Томпсон (англ. O'Neil Anthony Michael Tyrone Thompson, нар. 11 серпня 1983, Кінгстон) — ямайський футболіст, захисник клубу «Умбле Льонс». Виступав, зокрема, за клуб «Арнетт Гарденс», а також національну збірну Ямайки.

## Клубна кар'єра
Народився в ямайському місті Кінгстон. У дорослому футболі дебютував 2003 року виступами за команду «Бойз Таун», в якій провів чотири сезони. У 2007 році переїхав до норвезького «Нутоддена», де провів три сезони. У серпні 2009 року підписав контракт з англійським «Барнслі». 18 січня 2010 року відправився в 1-місячну оренду до представника Другої ліги «Бертон Альбіон». 14 травня 2010 року повинен був приєднатися до «Дарлінгтона», але угода зірвалася, а згодом О'Ніл відправився в оренду до «Герефорд Юнайтед».
1 листопада 2010 року «Барнслі», «Герефорд» та Томпсон домовилися про дострокове розірвання контракту, оскільки футболіст висловив побажання повернутися на батьківщину. Загалом Томпсон за період свого перебування в Англії зіграв 11 матчів у всих турнірах. У січні 2011 року уклав договір з ямайським клубом «Бойз Таун».
Своєю грою за останню команду привернув увагу представників тренерського штабу клубу «Арнетт Гарденс», до складу якого приєднався 2013 року. Відіграв за команду з Кінгстона наступні п'ять сезонів своєї ігрової кар'єри. Більшість часу, проведеного у складі «Арнетт Гарденс», був основним гравцем захисту команди. Разом зі столичним ямайським клубом виграв національний чемпіона.
До складу клубу «Гамбл Лайонз» приєднався 2018 року. 

## Виступи за збірну
У квітні 2006 року дебютував у складі національної збірної Ямайки в товариському матчі проти США.
У складі збірної був учасником Карибського кубку 2008 року та розіграшу Золотого кубка КОНКАКАФ 2009 року у США. Окрім цього грав за збірну Ямайку в 2-ох кваліфікаційних турнірах до чемпіонату світу.

## Досягнення
Ямайка
- Переможець Карибського кубка: 2008

«Арнетт Гарденс»
- Ямайська національна Прем'єр-ліга
  -  Чемпіон (1): 2015